# Llista d'ocells de Dinamarca
Aquesta llista d'ocells de Dinamarca inclou totes les espècies d'ocells trobats a Dinamarca: 452, de les quals 10 es troben globalment amenaçades d'extinció i 3 hi foren introduïdes.
Els ocells s'ordenen per famílies i espècies:

## Gaviidae
- Gavia stellata
- Gavia arctica
- Gavia immer
- Gavia adamsii

## Podicipedidae
- Tachybaptus ruficollis
- Podiceps cristatus
- Podiceps grisegena
- Podiceps auritus
- Podiceps nigricollis

## Diomedeidae
- Thalassarche melanophris

## Procellariidae
- Fulmarus glacialis
- Calonectris diomedea
- Puffinus gravis
- Puffinus griseus
- Puffinus puffinus
- Puffinus mauretanicus
- Puffinus assimilis

## Hydrobatidae
- Hydrobates pelagicus
- Oceanodroma leucorhoa

## Sulidae
- Morus bassanus

## Phalacrocoracidae
- Phalacrocorax carbs
- Phalacrocorax aristotelis

## Pelecanidae
- Pelecanus crispus

## Fregatidae
- Fregata magnificens

## Ardeidae
- otaurus stellaris
- otaurus lentiginosus
- Ixobrychus minutus
- Nycticorax nycticorax
- Ardeola ralloides
- ubulcus ibis
- Egretta garzetta
- Ardea alba
- Ardea cinerea
- Ardea purpurea

## Ciconiidae
- Ciconia nigra
- Ciconia ciconia

## Threskiornithidae
- Plegadis falcinellus
- Platalea leucorodia

## Anatidae
- Cygnus olor
- Cygnus columbianus
- Cygnus cygnus
- Anser fabalis
- Anser brachyrhynchus
- Anser albifrons
- Anser erythropus
- Anser anser
- ranta canadensis
- ranta leucopsis
- ranta bernicla
- ranta ruficollis
- Alopochen aegyptiacus
- Tadorna ferruginea
- Tadorna tadorna
- Anas penelope
- Anas americana
- Anas strepera
- Anas formosa
- Anas crecca
- Anas carolinensis
- Anas platyrhynchos
- Anas acuta
- Anas querquedula
- Anas discors
- Anas clypeata
- Netta rufina
- Aythya ferina
- Aythya collaris
- Aythya nyroca
- Aythya fuligula
- Aythya marila
- Aythya affinis
- Somateria mollissima
- Somateria spectabilis
- Polysticta stelleri
- Histrionicus histrionicus
- Clangula hyemalis
- Melanitta nigra
- Melanitta americana
- Melanitta perspicillata
- Melanitta fusca
- ucephala clangula
- Mergellus albellus
- Mergus serrator
- Mergus merganser
- Oxyura jamaicensis

## Accipitridae
- Pernis apivorus
- Elanus caeruleus
- Milvus milvus
- Milvus migrans
- Haliaeetus albicilla
- Neophron percnopterus
- Gyps fulvus
- Circaetus gallicus
- Circus aeruginosus
- Circus cyaneus
- Circus macrourus
- Circus pygargus
- Accipiter gentilis
- Accipiter nisus
- Buteo butes
- Buteo rufinus
- Buteo lagopus
- Aquila clanga
- Aquila pomarina
- Aquila pennatus
- Aquila chrysaetos
- Aquila fasciatus
- Aquila nipalensis
- Aquila heliaca

## Pandionidae
- Pandion haliaetus

## Falconidae
- Falco naumanni
- Falco tinnunculus
- Falco sparverius
- Falco vespertinus
- Falco columbarius
- Falco subbutes
- Falco eleonorae
- Falco rusticolus
- Falco peregrinus

## Tetraonidae
- Tetrao tetrix
- Tetrao urogallus

## Phasianidae
- Perdix perdix
- Coturnix coturnix
- Phasianus colchicus

## Rallidae
- Rallus aquaticus
- Porzana porzana
- Porzana parva
- Porzana pusilla
- Crex crex
- Gallinula chloropus
- Porphyrula alleni
- Fulica atra

## Gruidae
- Grus grus
- Anthropoides virgs

## Otididae
- Tetrax tetrax
- Chlamydotis macqueenii
- Otis tarda

## Haematopodidae
- Haematopus ostralegus

## Recurvirostridae
- Himantopus himantopus
- Recurvirostra avosetta

## Burhinidae
- urhinus oedicnemus

## Glareolidae
- Cursorius cursor
- Glareola pratincola
- Glareola nordmanni

## Charadriidae
- Charadrius dubius
- Charadrius hiaticula
- Charadrius alexandrinus
- Charadrius mongolus
- Charadrius leschenaultii
- Charadrius morinellus
- Pluvialis fulva
- Pluvialis dominica
- Pluvialis apricaria
- Pluvialis squatarola
- Vanellus gregarius
- Vanellus leucurus
- Vanellus vanellus

## Scolopacidae
- Calidris canutus
- Calidris alba
- Calidris pusilla
- Calidris ruficollis
- Calidris minuta
- Calidris temminckii
- Calidris fuscicollis
- Calidris bairdii
- Calidris melanotos
- Calidris acuminata
- Calidris ferruginea
- Calidris himantopus
- Calidris maritima
- Calidris alpina
- Limicola falcinellus
- Tryngites subruficollis
- Philomachus pugnax
- Lymnocryptes minimus
- Gallinago gallinags
- Gallinago media
- Limnodromus scolopaceus
- Scolopax rusticola
- Limosa limosa
- Limosa haemastica
- Limosa lapponica
- Numenius phaeopus
- Numenius arquata
- artramia longicauda
- Tringa erythropus
- Tringa totanus
- Tringa stagnatilis
- Tringa nebularia
- Tringa flavipes
- Tringa ochropus
- Tringa glareola
- Xenus cinereus
- Actitis hypoleucos
- Actitis macularius
- Arenaria interpres
- Phalaropus tricolor
- Phalaropus lobatus
- Phalaropus fulicarius

## Stercorariidae
- Stercorarius pomarinus
- Stercorarius parasiticus
- Stercorarius longicaudus
- Stercorarius skua

## Laridae
- Larus ichthyaetus
- Larus melanocephalus
- Larus atricilla
- Larus pipixcan
- Larus minutus
- Larus sabini
- Larus philadelphia
- Larus ridibundus
- Larus audouinii
- Larus delawarensis
- Larus canus
- Larus fuscus
- Larus argentatus
- Larus michahellis
- Larus thayeri
- Larus glaucoides
- Larus hyperboreus
- Larus marinus
- Rhodostethia rosea
- Rissa tridactyla
- Pagophila eburnea

## Sternidae
- Onychoprion fuscata
- Onychoprion anaethetus
- Sternula albifrons
- Gelochelidon nilotica
- Hydroprogne caspia
- Chlidonias hybridus
- Chlidonias niger
- Chlidonias leucopterus
- Sterna sandvicensis
- Sterna elegans
- Sterna hirunds
- Sterna dougallii
- Sterna paradisaea

## Alcidae
- Uria aalge
- Uria lomvia
- Alca torda
- Pinguinus impennis
- Cepphus grylle
- Alle alle
- Fratercula arctica

## Pteroclidae
- Syrrhaptes paradoxus

## Columbidae
- Columba livia
- Columba oenas
- Columba palumbus
- Streptopelia decaocts
- Streptopelia turtur
- Streptopelia orientalis

## Cuculidae
- Clamator glandarius
- Cuculus canorus
- Coccyzus erythropthalmus
- Coccyzus americanus

## Tytonidae
- Tyto alba

## Strigidae
- Otus scops
- ubo bubs
- ubo scandiaca
- Surnia ulula
- Glaucidium passerinum
- Athene noctua
- Strix alucs
- Asio otus
- Asio flammeus
- Aegolius funereus

## Caprimulgidae
- Caprimulgus europaeus
- Caprimulgus ruficollis
- Caprimulgus aegyptius

## Apodidae
- Apus apus
- Apus pallidus
- Apus melba

## Alcedinidae
- Alcedo atthis

## Meropidae
- Merops persicus
- Merops apiaster

## Coraciidae
- Coracias garrulus

## Upupidae
- Upupa epops

## Picidae
- Jynx torquilla
- Colaptes auratus
- Picus viridis
- Dryocopus martius
- Dendrocopos major
- Dendrocopos medius
- Dendrocopos minor
- Picoides tridactylus

## Alaudidae
- Melanocorypha bimaculata
- Calandrella brachydactyla
- Galerida cristata
- Lullula arborea
- Alauda arvensis
- Eremophila alpestris

## Hirundinidae
- Riparia riparia
- Ptyonoprogne rupestris
- Hirundo rustica
- Delichon urbica
- Cecropis daurica

## Motacillidae
- Anthus richardi
- Anthus godlewskii
- Anthus campestris
- Anthus hodgsoni
- Anthus trivialis
- Anthus pratensis
- Anthus cervinus
- Anthus petrosus
- Anthus spinoletta
- Motacilla flava
- Motacilla citreola
- Motacilla cinerea
- Motacilla alba

## Bombycillidae
- Bombycilla garrulus

## Cinclidae
- Cinclus cinclus

## Troglodytidae
- Troglodytes troglodytes

## Prunellidae
- Prunella modularis
- Prunella montanella
- Prunella collaris

## Turdidae
- Erithacus rubecula
- Luscinia luscinia
- Luscinia megarhynchos
- Luscinia calliope
- Luscinia svecica
- Tarsiger cyanurus
- Phoenicurus ochruros
- Phoenicurus phoenicurus
- Saxicola rubetra
- Saxicola rubicola
- Oenanthe isabellina
- Oenanthe oenanthe
- Oenanthe pleschanka
- Oenanthe hispanica
- Oenanthe deserti
- Monticola saxatilis
- Zoothera dauma
- Turdus torquatus
- Turdus merula
- Turdus naumanni
- Turdus ruficollis
- Turdus pilaris
- Turdus philomelos
- Turdus iliacus
- Turdus viscivorus
- Turdus migratorius

## Cisticolidae
- Cisticola juncidis

## Sylviidae
- Locustella lanceolata
- Locustella naevia
- Locustella fluviatilis
- Locustella luscinioides
- Locustella fasciolata
- Acrocephalus melanopogon
- Acrocephalus paludicola
- Acrocephalus schoenobaenus
- Acrocephalus agricola
- Acrocephalus dumetorum
- Acrocephalus palustris
- Acrocephalus scirpaceus
- Acrocephalus arundinaceus
- Hippolais pallida
- Hippolais caligata
- Hippolais icterina
- Hippolais polyglotta
- Sylvia sarda
- Sylvia cantillans
- Sylvia melanocephala
- Sylvia rueppelli
- Sylvia nana
- Sylvia nisoria
- Sylvia curruca
- Sylvia communis
- Sylvia borin
- Sylvia atricapilla
- Phylloscopus trochiloides
- Phylloscopus borealis
- Phylloscopus proregulus
- Phylloscopus inornatus
- Phylloscopus humei
- Phylloscopus schwarzi
- Phylloscopus fuscatus
- Phylloscopus bonelli
- Phylloscopus sibilatrix
- Phylloscopus collybita
- Phylloscopus ibericus
- Phylloscopus trochilus

## Regulidae
- Regulus regulus
- Regulus ignicapillus

## Muscicapidae
- Muscicapa dauurica
- Muscicapa striata
- Ficedula parva
- Ficedula albicollis
- Ficedula hypoleuca

## Paradoxornithidae
- Panurus biarmicus

## Aegithalidae
- Aegithalos caudatus

## Paridae
- Cyanistes caeruleus
- Parus major
- Lophophanes cristatus
- Periparus ater
- Poecile palustris
- Poecile montanus

## Sittidae
- Sitta europaea

## Certhiidae
- Certhia familiaris
- Certhia brachydactyla

## Remizidae
- Remiz pendulinus

## Oriolidae
- Oriolus oriolus

## Laniidae
- Lanius cristatus
- Lanius isabellinus
- Lanius colluris
- Lanius minor
- Lanius excubitor
- Lanius meridionalis
- Lanius senator

## Corvidae
- Garrulus glandarius
- Pica pica
- Nucifraga caryocatactes
- Corvus monedula
- Corvus dauuricus
- Corvus frugilegus
- Corvus corone
- Corvus cornix
- Corvus corax

## Sturnidae
- Sturnus vulgaris
- Sturnus vulgaris
- Sturnus roseus

## Passeridae
- Passer domesticus
- Passer montanus

## Fringillidae
- Fringilla coelebs
- Fringilla montifringilla
- Serinus serinus
- Carduelis chloris
- Carduelis carduelis
- Carduelis spinus
- Carduelis cannabina
- Carduelis flavirostris
- Carduelis cabaret
- Carduelis flammea
- Carduelis hornemanni
- Loxia leucoptera
- Loxia curvirostra
- Loxia pytyopsittacus
- ucanetes githaginea
- Carpodacus erythrinus
- Pinicola enucleator
- Pyrrhula pyrrhula
- Coccothraustes coccothraustes

## Parulidae
- Dendroica striata

## Emberizidae
- Zonotrichia albicollis
- Junco hyemalis
- Calcarius lapponicus
- Plectrophenax nivalis
- Emberiza leucocephalos
- Emberiza citrinella
- Emberiza cirlus
- Emberiza cia
- Emberiza cineracea
- Emberiza hortulana
- Emberiza rustica
- Emberiza pusilla
- Emberiza aureola
- Emberiza schoeniclus
- Emberiza melanocephala
- Emberiza calandra[1]